# Allerheiligste

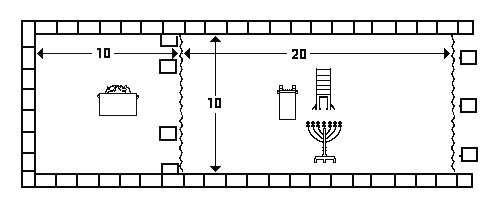
Plattegrond van de tabernakel met links het allerheiligste.

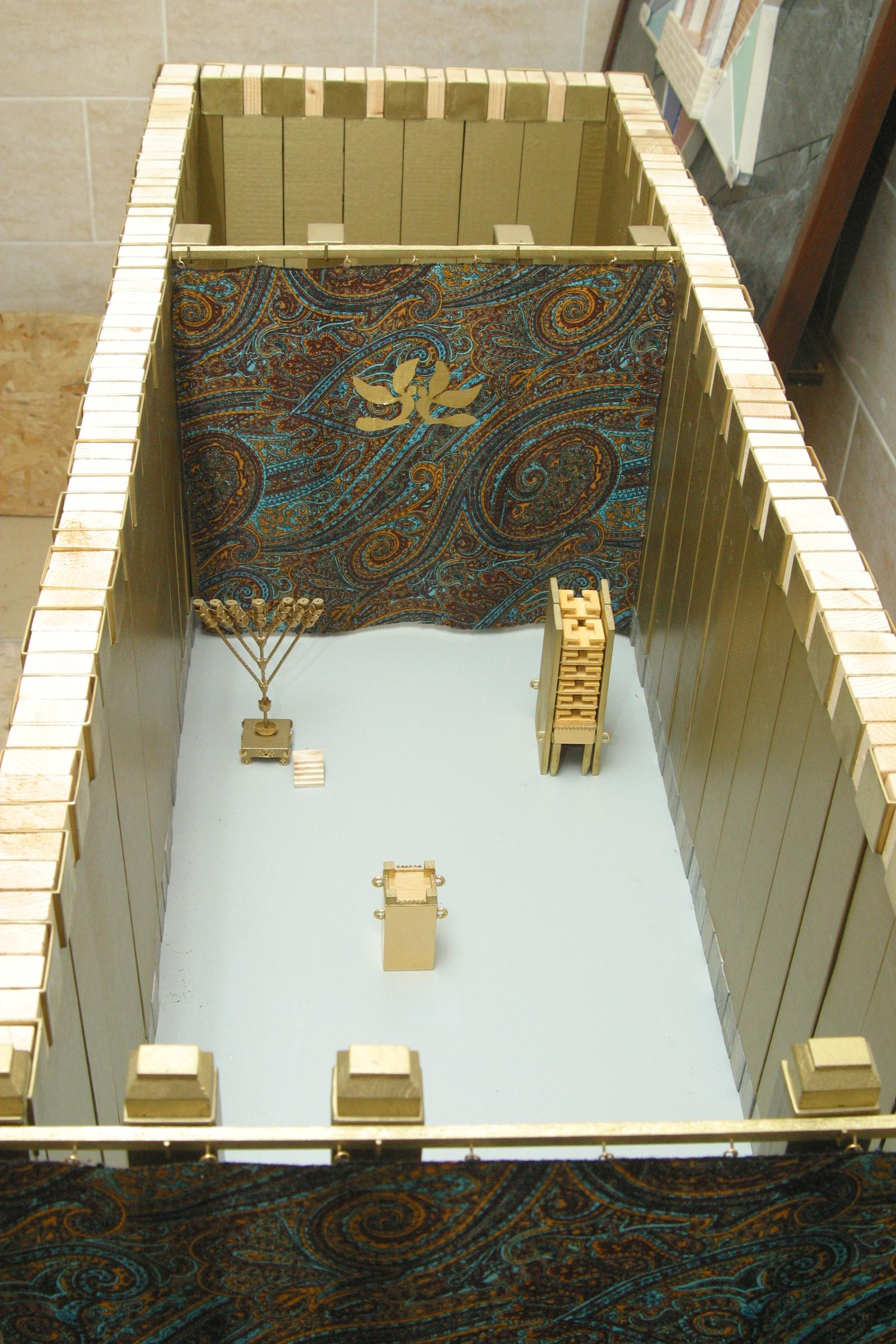
Model van de tabernakel met aan de achterzijde het allerheiligste.

Het allerheiligste of (verouderd) heilige der heiligen (Hebreeuws: קֹדֶשׁ הַקֳּדָשִׁים, Kadosj haKadosjim) was volgens de Hebreeuwse Bijbel  een kubusvormige ruimte in de tabernakel, en later de Joodse tempel in Jeruzalem, waar de ark van het verbond was geplaatst. Het allerheiligste werd door een gordijn of voorhangsel afgescheiden van de rest van de tabernakel/tempel en mocht slechts een keer per jaar, op Jom Kipoer (Grote Verzoendag), bezocht worden, en dan nog alleen door de hogepriester, die dan het zoenoffer voor de zonden van de Israëlieten bracht.

## Huidige locatie
In de Rotskoepel in Jeruzalem is een deel ingericht rondom de (vermeende) eerste steen of funderingssteen van de Joodse tempel. In het jodendom wordt die plek door sommigen aangeduid als allerheiligste, omdat zij aannemen dat zich op die plek het allerheiligste bevond in de Tempel van Salomo en daarom de ark van het verbond stond tot de verwoesting van de tempel in 586 v.Chr. door Nebukadnezar II. Voor hen is het de heiligste plaats in het jodendom.

## Christendom
In het verhaal over de dood en herrijzenis van Jezus in Matteüs 27:51, Marcus  15:38 en Lucas 23:44-45 staat dat, op het moment van het sterven van Jezus aan het kruis, het voorhangsel (het gordijn dat het heilige van het allerheiligste scheidde) scheurde. In Hebreeën 10:19-22 (een van de vroegste theologische doorwerkingen in het christendom) wordt gesuggereerd dat dit symboliseerde dat hiermee de weg werd vrijgemaakt voor christenen om toegang te krijgen tot het allerheiligste en tot God te naderen.
In het christendom zijn daarom diverse interpretaties waarin de tabernakel en Joodse tempel als een soort 'schaduwbeeld of afspiegeling' beschouwd van de kosmologie van de Bijbel, waarbij het allerheiligste wordt gelijkgesteld met de woonplaats van God in de hemel.

### Ethiopische kerken
In de Ethiopische kerken is in het centrum een kubusvormig allerheiligste, dat alleen door de priester mag worden betreden.